# 박지화
박지화(朴枝華, 1514년~1592년)은 조선 중기의 학자이다. 본관은 정선, 자는 군실(君實), 호는 수암(守菴)이다. 정선 박씨의 시조이다. 

## 이력
서얼 출신으로, 화담 서경덕의 제자였으며, 스승 밑에서 《주역》을 배웠다. 현감 벼슬을 지냈다고 하나 자세한 일생은 알 수 없다. 유교·불교·도교에 모두 조예가 깊었다고 하며, 남인의 영수 허목의 아버지인 허교가 박지화의 제자다. 임진왜란이 일어나자 79세의 박지화는 피난 중에 백운산에서 일본군에게 포위되었고, 절명시를 남기고 계곡에 투신자살했다. 청안의 구계서원에 봉향되었다. 저서로 《수암유고》가 있다. 유신환의 기록에 따르면, 그의 자손들은 청안(淸安: 오늘날 충청북도 괴산군 청안면)과 전의(全義: 오늘날 세종특별자치시 전의면)에 살았다고 한다.

## 가계[5]
- 본인: 박지화
- 아내: 홍씨(洪氏)
  - 맏아들: 박진(朴震) - 훈도(訓導)
    - 손자: 박홍연(朴弘衍) - 훈도(訓導)

  - 둘째 아들: 박제(朴霽) - 봉사(奉事)
    - 손자: 박홍윤(朴弘允) - 인의(引儀)

  - 맏딸 사위: 봉사(奉事) 민우성(閔友誠)
  - 둘째 딸 사위: 판관(判官) 이응홍(李應泓)

## 저서
- 《수암유고》
- 《사례집설》(四禮集說)[6]

## 전기 자료
- 유신환, 《봉서집》 권7, 수암 박공 묘지
- 허목, 《기언 별집》 권26, 박수암의 사실